# Piotr Zgarda
Piotr Zgarda (ur. 18 czerwca 1956) – polski lekkoatleta, specjalizujący się w biegu na 3000 metrów z przeszkodami, mistrz i reprezentant Polski.

## Kariera sportowa
Był zawodnikiem SZS-AZS Poznań i Śląska Wrocław.
Na mistrzostwach Polski seniorów na otwartym stadionie zdobył pięć medali w biegu na 3000 metrów z przeszkodami: złoty w 1982, srebrne w 1979, 1981 i 1984 i brązowy w 1983. W latach 1977–1991 zajmował dwanaście razy miejsce w pierwszej „ósemce” mistrzostw Polski.
W 1975 wystąpił na mistrzostwach Europy juniorów, tam odpadł w półfinale biegu na 2000 metrów z przeszkodami. W latach 1977–1983 wystąpił w 8 meczach międzypaństwowych, odnosząc jedno zwycięstwo indywidualne.
Był rekordzistą Polski juniorów w biegu na 2000 metrów z przeszkodami: 5:35,0 (10.08.1975).
Rekordy życiowe:
- 3000 metrów: 8:00,2 (24.08.1978)
- 5000 metrów: 13:59,2 (9.06.1979)